# Gare d'Itingen
La gare d'Itingen (en allemand Bahnhof Itingen) est la gare d'Itingen, en Suisse.